# エウゼビオ・ディ・フランチェスコ
エウゼビオ・ディ・フランチェスコ（Eusebio Di Francesco、1969年9月8日 - ）は、イタリア出身の元サッカー選手、サッカー指導者。

## 選手経歴
ディ・フランチェスコはサッカー選手としてのキャリアをトスカーナ州で始め、 エンポリとルッケーゼでプレイし、1995年にピアチェンツァに加入するとレギュラーとしてチームのトップリーグ昇格に貢献した。1997年にASローマと契約を結び、2000-01シーズンにはセリエAの優勝を経験し、ローマに所属していた1998年から2000年にはイタリア代表にも招集され、12キャップを記録した。リーグ優勝を経験した後に20億イタリア・リラでピアチェンツァに復帰し、その後はアンコーナとペルージャでプレイをした。

## 監督経歴
現役引退後はローマでチームマネージャーの役職を務め、2007年にはセリエC2に所属していたヴァル・ディ・サングーロで移籍に関する業務を担当するスポーツダイレクターに就任した。2008年にレガ・プロ・プリマ・ディヴィジオーネに所属していたヴィルトゥス・ランチャーノの監督に就任したが、成績不振により2009年1月に解任された。
2010-11シーズンにセリエBに所属していたペスカーラの監督に就任すると、チームは魅力的なサッカーを披露し、印象的なシーズンを送った。2011年6月にセリエAに所属していたレッチェの監督に就任するために双方の合意に基づき契約を解除したが、チームが最下位に位置していた2011年12月4日にレッチェの監督を解任された。
2012年6月19日、セリエBに所属していたサッスオーロの監督に就任し、2012-13シーズンのリーグ戦でチームを優勝に導き、セリエA昇格を決めた。2014年1月28日に成績不振により監督を解任されたが、ディ・フランチェスコ解任後もチームの成績は上がらず、2014年3月3日に再び監督に就任した。再度の監督就任後は最後の7試合で13ポイントを獲得するなど良い成果を挙げ、セリエA残留を果たした。2014年6月に2016年6月まで契約を延長した。
2017年6月13日、古巣であるASローマの監督に就任。UEFAチャンピオンズリーグでは、準々決勝で優勝候補のFCバルセロナを第2戦での逆転で下して1983-84シーズン以来の準決勝進出に導き、対戦したリヴァプールFCをあと一歩まで追い詰めたが決勝進出はならなかった。2018-19シーズンは、アリソンやラジャ・ナインゴランら主力選手の退団により、不安定なシーズンとなり、SSラツィオとのローマ・ダービーとチャンピオンズリーグ・ラウンド16のFCポルト戦で逆転での敗北を喫したことで、2019年3月7日に解任された。
同年6月、セリエAのUCサンプドリアの監督に就任したものの、開幕から1勝6敗の最下位に低迷し、10月7日に解任された。
2020年8月3日、セリエAのカリアリ・カルチョの監督に就任。開幕から7試合で3勝1分3敗と好スタートを切ったものの、第8節以降はリーグ戦で16試合未勝利（5分11敗）が続き、23試合を消化した時点で勝ち点15の降格圏18位に低迷したことを受け、2021年2月22日に解任され、3年連続のシーズン途中解任となった。当初の契約期間は2022年6月までの2年間だったもの、2021年1月24日に2023年6月まで延長し、3年契約を締結。解任後もカリアリは給料を負担していたが、同年6月7日、双方合意の上で契約を解除した。
2021年6月7日、セリエAのエラス・ヴェローナFCの監督に就任。初陣となったコッパ・イタリア1回戦ではUSカタンザーロに3-0の快勝を収めたものの、リーグ戦ではサッスオーロ、インテル、ボローニャFCを相手に開幕3連敗を喫し、カリアリ時代から数えてリーグ戦19戦未勝利という状況もあり、同年9月14日に解任され、4年連続のシーズン途中解任となった。

## 人物
3人の子供を持つ父親で、長男のフェデリコも父親と同じサッカー選手であり、18歳だった2013年3月にセリエAデビューを果たした。

## 監督成績
2021年9月14日現在
| クラブ                     | 国           | 就任          | 退任          | 記録 | 記録 | 記録 | 記録 | 記録 | 記録 | 記録 | 記録   |
| クラブ                     | 国           | 就任          | 退任          | 試   | 勝   | 分   | 敗   | 得   | 失   | 差   | 勝率   |
| -------------------------- | ------------ | ------------- | ------------- | ---- | ---- | ---- | ---- | ---- | ---- | ---- | ------ |
| ヴィルトゥス・ランチャーノ | イタリアの旗 | 2008年6月23日 | 2009年1月27日 | 20   | 6    | 3    | 11   | 25   | 32   | −7   | 030.00 |
| ペスカーラ                 | イタリアの旗 | 2010年1月12日 | 2011年6月22日 | 61   | 23   | 17   | 21   | 68   | 63   | +5   | 037.70 |
| レッチェ                   | イタリアの旗 | 2011年6月24日 | 2011年12月4日 | 14   | 2    | 2    | 10   | 11   | 25   | −14  | 014.29 |
| サッスオーロ               | イタリアの旗 | 2012年3月3日  | 2014年1月28日 | 67   | 31   | 15   | 21   | 104  | 90   | +14  | 046.27 |
| サッスオーロ               | イタリアの旗 | 2014年3月3日  | 2017年6月13日 | 142  | 52   | 39   | 51   | 200  | 196  | +4   | 036.62 |
| ローマ                     | イタリアの旗 | 2017年6月13日 | 2019年3月7日  | 87   | 46   | 18   | 23   | 151  | 104  | +47  | 052.87 |
| サンプドリア               | イタリアの旗 | 2019年6月22日 | 2019年10月8日 | 8    | 2    | 0    | 6    | 7    | 17   | −10  | 025.00 |
| カリアリ                   | イタリアの旗 | 2020年8月3日  | 2021年2月22日 | 26   | 5    | 6    | 15   | 28   | 45   | −17  | 019.23 |
| エラス・ヴェローナ         | イタリアの旗 | 2021年6月7日  | 2021年9月14日 | 4    | 1    | 0    | 3    | 6    | 7    | −1   | 025.00 |
| 合計                       | 合計         | 合計          | 合計          | 434  | 170  | 103  | 161  | 603  | 581  | +22  | 039.17 |

## 獲得タイトル

### 選手として
ローマ
- セリエA：2000-01

### 監督として
サッスオーロ
- セリエB：2012-13

個人
- パンキナ・ドーロ（セリエB最優秀監督賞）：2012-13